# Jerzy Listwan
Jerzy Listwan (ur. 20 stycznia 1933 w Chimrach, obecnie w rejonie iwiejskim, zm. między 1998 a 2003) – polski działacz partyjny i samorządowy, w latach 1981–1984 prezydent Wałbrzycha.

## Życiorys
Syn Józefa i Klary. W lutym 1940 deportowany w głąb ZSRR na Syberię. Wstąpił do Polskiej Zjednoczonej Partii Robotniczej. W 1974 został sekretarzem ds. organizacyjnych Komitetu Miasta i Powiatu PZPR w Wałbrzychu. W latach 1975–1981 kierował Wydziałem Ogólnym Komitetu Wojewódzkiego PZPR w Wałbrzychu. W latach 1981–1984 zajmował stanowisko prezydenta tego miasta. W 1997 został prezesem wałbrzyskiego oddziału Związku Sybiraków.